# Dennenschoorsteentje
Het dennenschoorsteentje (Anthostomella formosa) is een schimmel behorend tot de familie Xylariaceae. Het komt voor op dode taken van de den (Pinus).

## Kenmerken
Ascomata leven onder de epidermis op beide oppervlakken van het substraat. De perithecia zijn min of meer bolvormig 210-310 µm hoog en 240-300 µm diameter. Het peridium is ongeveer 18 µm dik, met een buitenlaag ongeveer 10 µm dik van donkere dikwandige cellen en een binnenlaag ongeveer 8 µm dik hyaliene dunwandig weefsel.
De asci zijn cilindrisch met een korte taps toelopende steel, de top afgerond, lijkt verdikt maar een apicale ring is niet zichtbaar in jodium en meten 120-135 × ca 8 µm. De ascosporen zijn ellipsvormig en enigszins ongelijkzijdig, tweecellig, omgeven door een smal geleiachtig omhulsel en meten 13,5-15,5 × 6-7 µm. De parafysen zijn 3 µm in diameter.

## Verspreiding
Het dennenschoorsteentje komt met name voor in Europa en Australië. In Nederland komt het uiterst zeldzaam voor.